# Victoria: Revolutions
Victoria: Revolutions – dodatek do gry komputerowej Victoria: An Empire Under the Sun szwedzkiej firmy Paradox Interactive, który został wydany w 2006 roku.

## Rozgrywka
Victoria: Revolutions jest pierwszym dodatkiem do Victoria: Empire Under the Sun. Okres gry został wydłużony od 1920 roku o 15 lat obejmując tym samym okres międzywojenny. Uzupełniono drzewo technologiczne. Poprawiono system polityczny, który wprowadza nowe elementy ówczesnej rzeczywistości. Poprawiono gospodarkę rynkową, eksploatację złóż mineralnych.
Możliwa jest konwersja, dzięki czemu można przenieść stan gry do Hearts of Iron II: Doomsday i tam kontynuować rozgrywkę.